# 카카오TV
카카오TV(영어: kakaoTV)는 카카오와 자회사 카카오엔터테인먼트에서 제공하는 종합 동영상 서비스이다. OTT, 개인 인터넷 방송, 그리고 동영상 플레이어를 아우르는 서비스이다.

## 연혁
2015년 6월 16일, 카카오TV가 정식으로 출시되었다. 초기 출시 카카오TV는 네이버TV처럼 제휴나 계약된 방송사의 공식 방송을 다시보는 사이트였다. 별도의 앱 없이 카카오톡 내의 더보기 탭에서 이용하거나 웹으로 이용했다.
2015년 11월 6일, 카카오는 카카오TV 라이브 방송과 카카오톡 오픈채팅을 연동한 ‘카카오TV 라이브 오픈채팅’ 기능을 출시하였다. 카카오TV 라이브 오픈채팅은 카톡방에서 바로 영상을 감상할 수 있는 ‘카카오TV’와, 링크 클릭만으로 카톡 대화에 참여할 수 있는 ‘카카오톡 오픈채팅’을 결합한 기능이다.
2017년 2월 18일, 다음TV팟 서비스가 2017년 2월 18일 오후4시 카카오TV와 통합되었다.
2020년 9월 1일, 카카오M이 자체 제작하는 드라마, 예능, 영화 등을 배포할 플랫폼이 필요하게 되면서 카카오TV의 서비스 영역을 OTT로 확대하였다. OTT 서비스로 접근하기 쉽게 하기 위해 카카오톡의 ‘카카오TV채널’과 #탭에 새롭게 추가된 ‘#카카오TV'에서 이용할 수 있도록 바뀌었다.

## 주요 채널
- 지상파 TV : KBS 1TV, KBS 2TV, MBC TV, SBS TV, EBS 1TV, EBS 2TV
- 종합 편성 : JTBC, MBN, 채널A, TV조선[3]
- 홈쇼핑 : GS SHOP, 현대홈쇼핑, 롯데홈쇼핑, NS홈쇼핑, GS MY SHOP, NS SHOP+, 현대홈쇼핑+샵, 신세계TV쇼핑, 쇼핑엔티, 롯데 ONE TV, K쇼핑
- 드라마 : KBS 드라마, MBC 드라마넷, SBS 플러스, 채널J, 채널W, Asia N, 채널차이나, 텔레노벨라, 엣지TV
- 예능 : KBS 조이, MBC 에브리원, SBS funE, SBS F!L, FUN TV, 라이프타임, 위라이크, 채널A플러스, MBN플러스, STATV
- 교양 : KBS 라이프, MBC ON, 동아TV, 폴라리스TV, 히스토리채널
- 뉴스 : YTN, 연합뉴스TV
- 경제 : 한국경제TV, 매일경제TV, SBS Biz[4]
- 정치 / 행정 : NATV 국회방송, 한국선거방송, KTV 국민방송, NBS 한국농업방송
- 종교 : CPBC 가톨릭평화방송, BBS불교방송, BTN불교TV, CBS 기독교방송, CTS기독교TV, CMTV
- 영화 : PLAYY 액션 영화, PLAYY 웰메이드 영화, PLAYY 프리미엄 영화, 시네마천국, AsiaM, 인디필름, THE MOVIE
- 스포츠 : SBS 골프, SBS 골프 2[5]
- 어린이 : 애니박스, 애니원, 애니맥스, EBS KIDS, 브라보키즈, 대교어린이TV
- 해외 : CCTV-4</ref> 다만 잠재적 종료 방송사 후보로는 CGTN, CCTV4, TV조선 등이 있다., CGTN[6], CGTN Documentary
- 음악 : MBC 뮤직, SBS M[7], All The K-Pop, 블렌딩 뮤직비디오
- 기타 : KBS 스토리, KBS N PLUS
- 정주행 채널 : MBC 무한도전, KBS 1박 2일, 레전드 시트콤, iHQ 맛있는 녀석들, KBS JOY 연애의 참견, MBC 서프라이즈, SBS 런닝맨, SBS TV 동물농장, SBS 미우새, MBC 라디오 스타, MBC 나 혼자 산다, KBS 슈퍼맨이 돌아왔다, 순옥 명작관, MBC 하이킥 24, MBC 드라마 정주행 24 LIVE, MBC 예능 정주행 24 LIVE, 자이언트 펭TV
- 라디오 - 다음과 같음
  - 지상파 라디오 : KBS 1RADIO, KBS 1FM, KBS 2RADIO, KBS 2FM, MBC RADIO, MBC FM, SBS RADIO, SBS FM, EBS FM, YTN FM, Gugak FM, TBS FM, CBS 라디오, CBS FM, CBS JOY4U, FEBC FM, BBS FM, WBS FM, CTS FM, BTN FM[8]
  - KISS 계열 라디오 : 최신 인기 가요, 당신을 위한 발라드, 8090 인기 가요, 2000년대 인기 가요, 최신 인기 가요, 재즈 라운지, 명품 클래식, 키스 더 트롯, 한국인이 사랑한 팝송

### 출범 이후 종료된 실시간 방송 채널
- 종합 편성 : JTBC[9]
- 예능 : JTBC2, JTBC4[10]
- 스포츠 : JTBC GOLF, JTBC GOLF & SPORTS, tvN SPORTS, SPOTV GAMES[11], IB SPORTS[12]
- 어린이 : 뽀로로TV
- 기타 : KOK TV
- 정주행 채널 : 정주행 채널, JTBC 아는 형님, JTBC 냉장고를 부탁해

### 추후 신설될 실시간 방송 채널
추후 새롭게 신설될 실시간 방송 채널은 다음과 같다.
- 드라마 : AXN
- 교양 : FTV
- 지역 : MBC NET, 9 Colors, OBS경인TV
- 교육 : 방송대학TV
- 스포츠 : 빌리어즈TV
- 해외 : 아리랑국제방송
- 어린이 : KBS 키즈
- 기타 : OBS W

## 오리지널 콘텐츠

### 오리지널 예능 목록
| 공개일           | 제목                     | 관련 내용         | 비고 |
| ---------------- | ------------------------ | ----------------- | ---- |
| 2020년 9월 1일   | 《찐경규》               | 하프 리얼리티     |      |
| 2020년 9월 1일   | 《내 꿈은 라이언》       | 서바이벌          |      |
| 2020년 9월 1일   | 《페이스아이디》         | 라이프 리얼리티   |      |
| 2020년 9월 1일   | 《카카오TV 모닝》        | 모닝 예능쇼       |      |
| 2020년 9월 11일  | 《아름다운 남자 시벨롬》 | 청춘 시트콤       |      |
| 2020년 9월 14일  | 《컴백쇼 뮤톡 라이브》   | 라이브 뮤직쇼     |      |
| 2020년 9월 19일  | 《덕후투어》             |                   |      |
| 2020년 9월 20일  | 《런웨이》               | 자기계발 리얼리티 |      |
| 2020년 10월 1일  | 《가짜사나이2》          | 리얼리티          |      |
| 2020년 10월 26일 | 《ATEEZ FEVER ROAD》     | 어드벤쳐 리얼리티 |      |
| 2020년 12월 10일 | 《싱어게인 전체공개》    | 음악 리얼리티     |      |

### 오리지널 드라마 목록
| 공개일           | 제목                                                  | 비고 |
| ---------------- | ----------------------------------------------------- | ---- |
| 2020년 9월 1일   | 《아만자》                                            |      |
| 2020년 9월 1일   | 《연애혁명》                                          |      |
| 2020년 11월 21일 | 《며느라기》                                          |      |
| 2020년 12월 22일 | 《도시남녀의 사랑법》                                 |      |
| 2020년 12월 28일 | 《아름다웠던 우리에게》                               |      |
| 2021년           | 《아직 낫서른》                                       |      |
| 2021년           | 《오늘부터 엔진 ON》                                  |      |
| 2021년           | 《이 구역의 미친X》                                   |      |
| 2021년           | 《당신의 운명을 쓰고 있습니다》                       |      |
| 2021년           | 《남자친구를 조심해》                                 |      |
| 2021년           | 《아쿠아맨》                                          |      |
| 2021년           | 《재밌니, 짝사랑》                                    |      |
| 2021년           | 《그림자 미녀》                                       |      |
| 2021년 10월 24일 | 《커피 한잔 할까요?》 보관됨 2021-10-27 - 웨이백 머신 |      |

### 오리지널 영화 목록
| 공개일           | 제목                                                | 비고 |
| ---------------- | --------------------------------------------------- | ---- |
| 2020년 9월 4일   | 《내 물건이 너의 집에 남아있다면 헤어진 게 아니다》 |      |
| 2020년 10월 17일 | 《피원에이치 : 새로운 세계의 시작》                 |      |
| 미정             | 《야행》                                            |      |

### 오리지널 공연 목록
| 공개일          | 제목              | 비고   |
| --------------- | ----------------- | ------ |
| 2021년 1월 23일 | 《Suzy: A Tempo》 | 콘서트 |

## 같이 보기
- 인터넷 방송인
- 네이버TV
- 유튜브
- 넷플릭스
- WATCHA
- TVING
- WAVVE
- seezn
- 디즈니+
- 아이치이